# Sandanski
Sandanski (in bulgaro Сандански?, anticamente Свети Врач, Sveti Vrač, poi rinominata in onore di Jane Sandanski) è una città della Bulgaria sud-occidentale, nella provincia di Blagoevgrad.
Si trova nella valle ai piedi dei monti Pirin, solcata dal fiume Sandanska Bistrica.

## Località
Il comune è formato dall'insieme delle seguenti località:
- Sandanski (sede comunale)
- Belevehčevo
- Bel'ovo
- Boždovo
- Čerešnica
- Damjanica
- Debrene
- Doleni
- Džigurovo
- Golem Calim
- Golešovo
- Gorna Sušica
- Gorno Spančevo
- Hărsovo
- Hotovo
- Hrasna
- Janovo
- Kalimanci
- Kărlanovo
- Kašina
- Katunci
- Kovačevo
- Krăstilci
- Ladarevo
- Laskarevo
- Lebnica
- Lehovo
- Lešnica
- Levunovo
- Liljanovo
- Ljubovište
- Ljubovka
- Lozenica
- Malki Calim
- Melnik
- Novo Delčevo
- Novo Hodžovo
- Petrovo
- Piperica
- Pirin
- Ploski
- Polenica
- Rožen
- Sklave
- Spatovo
- Stoža
- Struma
- Sugarevo
- Vălkovo
- Vinogradi
- Vihren
- Vranja
- Zlatolist
- Zornica